# Erigeron salishii
Erigeron salishii là một loài thực vật có hoa trong họ Cúc. Loài này được G.W.Douglas & Packer mô tả khoa học đầu tiên năm 1988.